# Grand’Combe-des-Bois
Grand’Combe-des-Bois ist eine französische Gemeinde mit 122 Einwohnern (Stand: 1. Januar 2022) im Département Doubs in der Region Bourgogne-Franche-Comté.

## Geographie
Grand’Combe-des-Bois liegt auf 995 m, 17 Kilometer nordöstlich von Morteau und etwa fünf Kilometer nordwestlich der Stadt La Chaux-de-Fonds (Luftlinie). Das Dorf erstreckt sich im Jura, auf einem breiten Höhenrücken am südlichen Rand des Hochplateaus von Maîche hoch über dem Tal des Doubs, nahe der Grenze zur Schweiz. Das Gemeindegebiet gehört zum Regionalen Naturpark Doubs-Horloger.
Die Fläche des 11,87 km² großen Gemeindegebiets umfasst einen Abschnitt des französischen Juras. Der Hauptteil des Gebietes wird vom relativ schwach reliefierten Hochplateau von Maîche eingenommen, das durchschnittlich auf 940 m liegt. Es ist vorwiegend von Wies- und Weideland bestanden, zeigt aber auch einige größere Waldflächen. Das Plateau besitzt keine oberirdischen Fließgewässer, weil das Niederschlagswasser im verkarsteten Untergrund versickert. Im Norden reicht das Gemeindeareal auf den Höhenrücken des Grand Mont (bis 1005 m), im Südwesten bis auf die Höhe des Mont Devoir, auf dem mit 1087 m die höchste Erhebung von Grand’Combe-des-Bois erreicht wird. Gegen Süden fällt das Gelände steil zum canyonartig in die Jurahochflächen eingeschnittenen Tal des Doubs ab. Die bewaldeten Talhänge (Côte de Grand’Combe) werden von verschiedenen Kalkfelswänden durchzogen. Die südliche Grenze verläuft stets entlang dem Doubs.
Zu Grand’Combe-des-Bois gehören der Weiler Les Belles Places (983 m) auf dem Höhenrücken nordöstlich des Dorfes sowie verschiedene Einzelhöfe. Nachbargemeinden von Grand’Combe-des-Bois sind Villers-le-Lac und Le Barboux im Westen, Le Russey im Norden, Bonnétage im Osten sowie die schweizerischen Gemeinden Les Planchettes und La Chaux-de-Fonds im Süden.

## Geschichte
Im Mittelalter gehörte Grand’Combe-des-Bois zu den Herrschaften Vennes und Montfaucon. Zusammen mit der Franche-Comté gelangte das Dorf mit dem Frieden von Nimwegen 1678 an Frankreich.
Mit 1. Januar 2009 erfolgte eine Änderung der Arrondissementszugehörigkeit der Gemeinde. Bislang zum Arrondissement Montbéliard gehörend, kamen alle Gemeinden des Kantons zum Arrondissement Pontarlier.

## Sehenswürdigkeiten

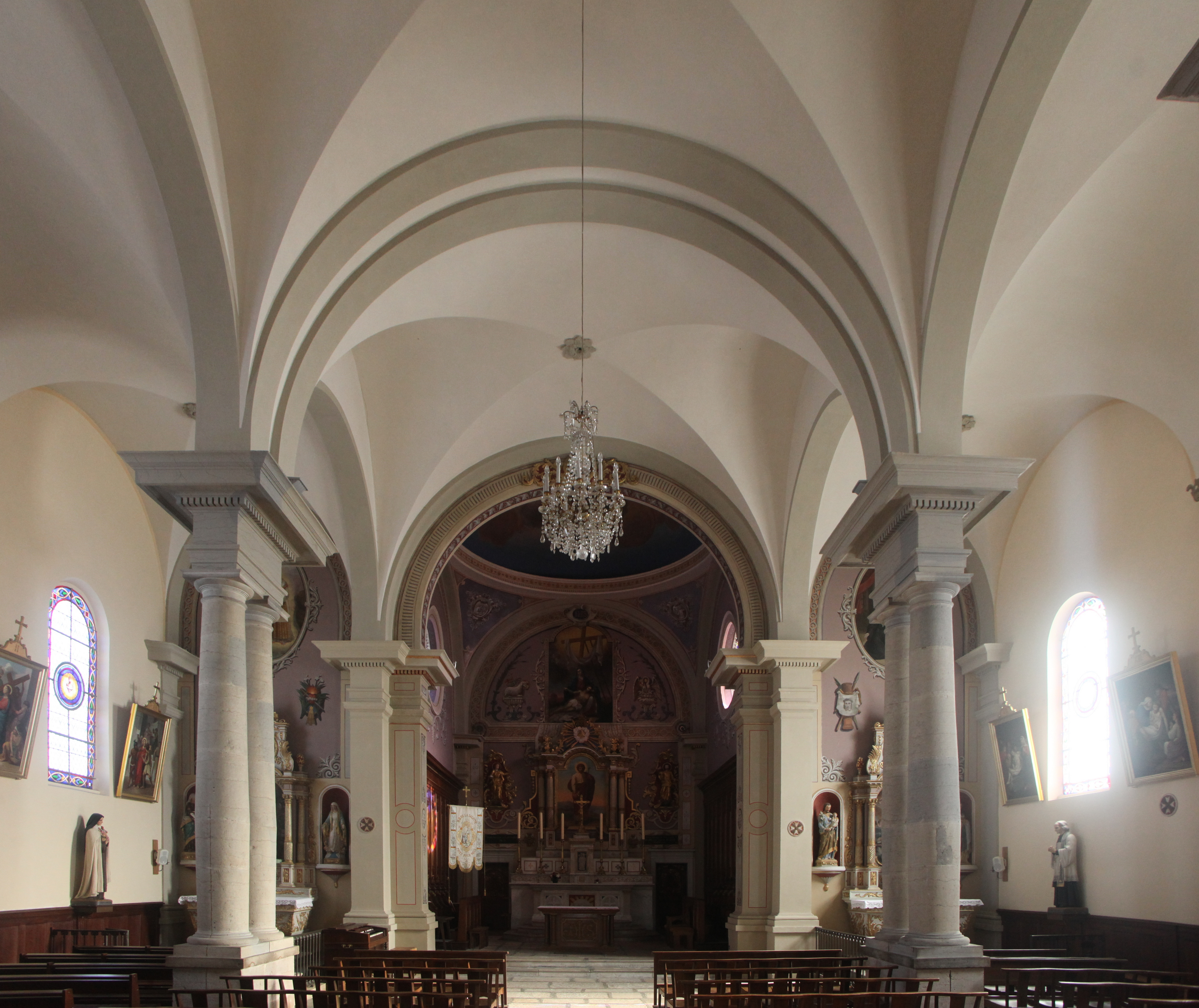
Innenansicht der Kirche Saint-Barnabé

Die Dorfkirche Saint-Barnabé in Grand’Combe-des-Bois wurde 1857 eingeweiht und steht an der Stelle eines früheren Gotteshauses, das Anfang des 17. Jahrhunderts erbaut worden war. Die Kirche besitzt eine reiche Ausstattung (Mobiliar aus dem 18. Jahrhundert, Fresken) und wurde von 2005 bis 2006 umfassend restauriert. Im Ortskern und auf den Jurahöhen sind verschiedene Bauernhäuser aus dem 17. bis 19. Jahrhundert im traditionellen Stil der Franche-Comté erhalten. Die Ferme Purguy zeichnet sich durch ein Renaissancefenster aus.

## Bevölkerung
| Jahr                       | 1962 | 1968 | 1975 | 1982 | 1990 | 1999 | 2004 | 2018 |
| Einwohner                  | 155  | 150  | 128  | 100  | 75   | 87   | 97   | 129  |
| Quellen: Cassini und INSEE |      |      |      |      |      |      |      |      |

Mit 122 Einwohnern (Stand 1. Januar 2022) gehört Grand'Combe-des-Bois zu den kleinsten Gemeinden des Départements Doubs. Nachdem die Einwohnerzahl in der ersten Hälfte des 20. Jahrhunderts deutlich abgenommen hatte (1896 wurden noch 266 Personen gezählt), wurden seit Beginn der 1980er Jahre nur noch geringe Schwankungen verzeichnet.

## Wirtschaft und Infrastruktur
Grand’Combe-des-Bois war bis weit ins 20. Jahrhundert hinein ein vorwiegend durch die Landwirtschaft (Viehzucht und Milchwirtschaft) und die Forstwirtschaft geprägtes Dorf. Daneben gibt es heute einige Betriebe des lokalen Kleingewerbes, darunter eine Sägerei und eine Käserei. Viele Erwerbstätige sind auch Wegpendler, die in den umliegenden größeren Ortschaften ihrer Arbeit nachgehen.
Die Ortschaft liegt abseits der größeren Durchgangsstraßen an einer Departementsstraße, die von Le Barboux nach Fournet-Blancheroche führt. Eine weitere Straßenverbindung besteht mit Le Russey.